# Стрижевський Гаврило Якович
Гаври́ло Я́кович Стриже́вський (1838 — ?) — український громадський діяч, педагог, етнограф; статський радник.

## Життєпис
Народився на Полтавщині, закінчив Полтавську гімназію, 1856 року вступив на історично-філологічний факультет Харківського імператорського університету. Був членом Харківсько-Київського таємного студентського товариства. У квітні 1858 року брав участь у заворушеннях студентів, за що був відрахований з університету. Продовжував навчання в Київському імператорському університеті Святого Володимира.

### Кар'єра
На державній службі та у відомстві Міністерства народної освіти з 4 березня 1866 року.
У джерелах стосовно державної служби починає згадуватися у 1867-1869 навчальних роках у VIII класі як викладач предмету Латинська мова Херсонської чоловічої гімназії.
У чоловічій прогімназії міста Златополя викладає предмет Латинська мова у 1869-1871 навчальних роках, а у 1871-1873 навчальних роках вже у чині колезький асесор.
У Катеринославській чоловічій гімназії викладає предмет Латинська мова у 1873-1874 навчальному році, у 1874-1875 навчальному році у чині надвірний радник, у 1875-1876 навчальному році у чині колезький радник.
В Ананьївській чоловічій гімназії працює виконувачем обов'язків інспектора у 1876-1879 навчальних роках, а у 1879-1881 навчальних роках вже у чині статський радник (з вислугою з 4 березня 1878 року).
У Маріупольській чоловічій гімназії працює виконувачем обов'язків інспектора у 1881-1891 навчальних роках.
У Вознесенській чоловічій прогімназії з 28 лютого 1891 року працює інспектором у 1890-1898 навчальних роках.
В Ізмаїлській чоловічій прогімназії з 11 листопада 1898 року року працює директором у 1898-1899 навчальному році.
У Бахмутській чоловічій гімназії з 1 липня 1899 року працює директором у 1899-1901 навчальних роках.

## Друковані праці
- Стрижевский, Гавриил Яковлевич. Замечания на статью Г.М. Юзефовича "Общие соображения о народных у нас школах" (во 2-м № Вестника Юго-западной и Западной Руси). — Київ : тип. Минятова и Федорова, 1862. — 13 с.(рос. дореф.).
- Стрижевский, Гавриил Яковлевич. Сборник малорусских сказок. — Київ : тип. Ун-та св. Владимира акц. общ. Н.Т. Корчак-Новицкого, 1905. — 49 с.(рос. дореф.).

## Нагороди
- Орден Святого Станіслава 2 ступеня[5].
- Орден Святої Анни 2 ступеня (28 грудня 1888)[5].
- Орден Святого Володимира 4 ступеня (1 січня 1893)[40].
- Орден Святого Володимира 3 ступеня (1 січня 1896)[36].
- Медаль «В пам'ять царювання імператора Олександра III»[36].